# Joanna Żółkowska
Joanna Żółkowska (ur. 6 marca 1950 w Siedlcach) – polska aktorka teatralna i filmowa, scenarzystka. Ogólnopolską rozpoznawalność zdobyła dzięki roli Anny Surmacz-Koziełło w serialu Klan.

## Życiorys
W 1972 roku ukończyła studia na Państwowej Wyższej Szkole Teatralnej w Warszawie. Związana ze Starym Teatrem, Teatrem Powszechnym, Teatrem Telewizji, Teatrem Narodowym, Teatrem Nowym w Zabrzu, Teatrem Leszno, Teatrem Polonia, Teatrem Scena Prezentacje, Sceną na Piętrze, Teatrem 6. piętro, Teatrem Studio, Teatrem Kwadrat, Teatrem Syrena i Teatrem Młyn.
Brała udział przy tworzeniu scenariuszy do filmów Matka swojej matki Roberta Glińskiego i Na koniec świata Magdaleny Łazarkiewicz.
W 2013 roku została odznaczona Srebrnym Medalem „Zasłużony Kulturze Gloria Artis”. W 2022 roku obchodziła 50-lecie swojej pracy artystycznej, przedstawiając wraz z Pauliną Holtz i Kacprem Kuszewskim sztukę Pani Pylińska i sekret Chopina, po raz pierwszy w maju 2022 roku w Ursynowskim Centrum Kultury „Alternatywy” w Warszawie, a następnie w m.in. Teatrze Polskim.

## Życie prywatne
Siostra aktorki Jolanty Żółkowskiej. Była w związku z reżyserem Witoldem Holtzem, z którym ma córkę Paulinę Holtz. Później związała się z reżyserem Robertem Glińskim.

## Filmografia

### Filmy fabularne
- 1972: Szklana kula jako Aga
- 1972: Obszar zamknięty jako dziewczyna
- 1972: Iluminacja jako dziewczyna w oknie w śnie Franciszka
- 1972: 777 jako pielęgniarka Nowicka
- 1975: Strach jako Agnieszka Pawełczyk
- 1976: Smuga cienia jako flecistka w żeńskiej orkiestrze
- 1979: Prom do Szwecji jako Agata
- 1979: Golem jako Miriam
- 1981: Wojna światów – następne stulecie jako kobieta z psem
- 1981: W wannie jako Danusia Dębska
- 1987: Wielkie oczy jako Hanka Nowicka, mama Zuzi i Tomka
- 1987: Cesarskie cięcie jako ciężarna Borutowa
- 1989: Sceny nocne jako Wanda
- 1990: Superwizja jako Marta, współpracownica Kellera
- 1990: Janka jako Marta, mama Janki
- 1991: Rozmowy kontrolowane jako Jola, działaczka „Solidarności” ukrywająca Ochódzkiego
- 1993: Balanga jako siostra „Snajpera”
- 1995: Młode wilki jako matka „Cichego”
- 1995: Kamień na kamieniu jako sklepowa Kaśka
- 1996: Matka swojej matki jako Barbara, przybrana matka Alicji
- 1999: Na koniec świata jako Jadwiga
- 2003: Zróbmy sobie wnuka jako Gieńka Koselowa
- 2004: Długi weekend jako Marta Walkowska, kierowniczka biblioteki publicznej w Wawrze
- 2007: Ryś jako Zupa, pracownica banku
- 2008: Rozmowy nocą jako matka Bartka

### Seriale telewizyjne
- 1977: Lalka jako Marianna
- 1981: Najdłuższa wojna nowoczesnej Europy jako Katarzyna Frankowska-Gieruszowa, córka Joanny i Jana
- 1981: 07 zgłoś się jako Magdalena Cieplik, adoptowana córka Rauschów
- 1982: Popielec jako Leonka
- 1988: Mistrz i Małgorzata jako Pawłowna
- 1989: Janka jako Marta, mama Janki
- 1989: Kawalerki jako Krystyna S.
- 1993–1994: Zespół adwokacki jako mecenas Elżbieta Siuda, pracownica zespołu
- 1994–1995: Spółka rodzinna jako Alicja Derko
- od 1997: Klan jako Anna Surmacz-Koziełło
- 1999: Ja, Malinowski
- 2000: Dom jako Żmudowa, matka Majki
- 2007: Hela w opałach jako Grażyna Nowacka, żona Waldemara
- 2012: Prawo Agaty  jako Zofia (odc. 26, 28)
- 2014: Lekarze jako Aneta Grabska (odc. 46 i 47)
- 2016: Ojciec Mateusz jako Ksymena Benar (odc. 212)
- 2018: Na dobre i na złe jako Maryna Leśniak (odc. 694)
- 2024: Powrót do życia jako Danusia